# Русская служба Би-би-си
Русская служба Би-би-си́ (англ. BBC Russian Service) — британская русскоязычная общественная служба новостей. Часть BBC World Service.
Вещание Би-би-си на русском языке началось в годы Второй мировой войны, когда британское правительство решило создать радиопередачи на разных языках для противодействия нацистской пропаганде. Регулярное вещание на русском языке началось в 1946 году. В годы холодной войны Служба стала важным источником независимой от советских властей информации для русскоязычных слушателей в СССР и за его пределами.
В марте 2011 года служба отказалась от радиовещания и полностью перешла на спутниковое и интернет-вещание. С 2022 года штаб-квартира находится в Риге, Латвия.

## История

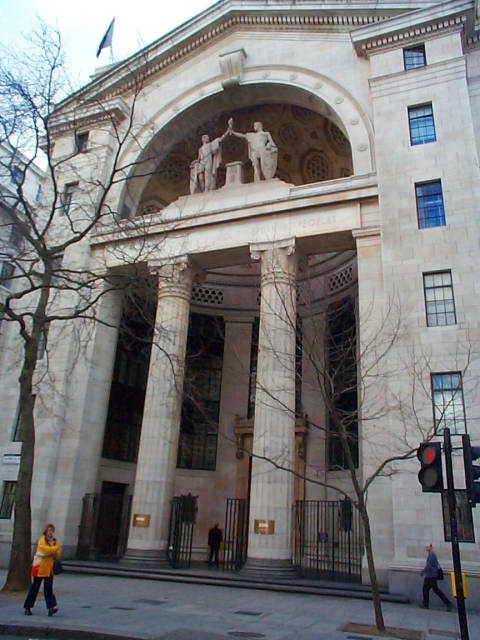
Буш-хаус — бывшая резиденция Всемирной службы «Би-би-си» в Лондоне, здесь же с 1946 по 2011 год располагалась Русская служба; теперь располагается в Broadcasting House, недалеко от Оксфорд-сёркуса

Би-би-си вещало на территорию России и бывшего СССР более шестидесяти лет. Русская служба Би-би-си — одна из старейших служб корпорации. Первая радиотрансляция Би-би-си для СССР состоялась 23 июня 1941 года. Это была переведённая на русский язык речь премьер-министра Великобритании Уинстона Черчилля, который объявил о нападении Германии на СССР. Первой серьёзной передачей корпорации на русском языке была беседа И. В. Сталина с американскими корреспондентами во время Второй мировой войны, когда «Би-би-си» стала платформой для пропаганды совместных военных усилий союзников, и в частности Великобритании и СССР. Бюллетень новостей раз в неделю вели из студий «Би-би-си» два представителя ТАСС, а тексты редактировались послом СССР в Великобритании Иваном Майским.
Регулярно вещать на русском языке Би-би-си начала 26 марта 1946 года.
По словам редактора Русской службы Би-би-си Стивена Ика (Steven Eke), идеологическое противостояние между Востоком и Западом имело непосредственное влияние на Русскую службу Би-би-си. В годы холодной войны её передачи, начиная с 24 апреля 1949 года, подвергались глушению, и тем не менее она была второй по популярности в СССР западной радиостанцией, почти вдвое уступая по аудитории «Голосу Америки». На волнах станции передавалась в том числе и музыкальная программа Севы Новгородцева, выходившая в полночь по пятницам и повторявшаяся по субботам. Эта программа длилась 30 минут и знакомила радиослушателей со свежими британскими хит-парадами, а также включала рассказы о западных группах и музыкантах.
Большой популярностью пользовалась информационная программа «Глядя из Лондона» и комментарии дня Анатолия Максимовича Гольдберга. Российский журналист Леонид Парфёнов заявлял: «Как у каждого человека, который начинал слушать Русскую службу в конце 1970-х, под девизом „Есть обычай на Руси — ночью слушать Би-би-си“, [эта организация ассоциируется] в первую очередь с Анатолием Максимовичем Гольдбергом и Севой Новгородцевым. Тогда главный интерес вызывала политика и музыка, которая была частью политики».
В 2005 году Сева Новгородцев стал кавалером Ордена Британской империи. Награду в Букингемском дворце ему вручила лично королева Елизавета II за выдающиеся заслуги в радиожурналистике.
В ходе вторжения России на Украину в 2022 году Всемирная служба Би-би-си получила от британского правительства дополнительное финансирование в 4,1 млн ф. с. для поддержки украинских и российских служб.

## Вещание
До 2011 года Русская служба Би-би-си вещала ежедневно на Россию на коротких и средних волнах, а также в Интернете. С 24 ноября 2006 года вещание в УКВ-диапазоне в Москве было прекращено из-за «технических проблем», возникших у российских партнёров Британской телерадиовещательной корпорации; по заявлению руководства Би-би-си, оно не имеет информации, позволяющей утверждать о политических мотивах приостановки вещания. С 17 августа 2007 года с 17 часов по московскому времени Би-би-си окончательно потеряла доступ в российский FM-диапазон. Последняя FM-радиостанция, «Большое радио», прекратила транслировать программы Русской службы Би-би-си.
По финансовым причинам и в связи с сокращением штатов 26 марта 2011 года Русская служба Би-би-си прекратила своё вещание на средних и коротких волнах, продолжив публикации и вещание в интернете. 31 марта 2017 года, в виде подкаста, вышла последняя радиопередача Русской службы Би-Би-Си («Пятый этаж»).
С 19 марта 2012 года Русская служба Би-би-си выпускает ежедневный телевизионный выпуск новостей.
С 30 апреля 2012 года интернет-вещание Би-би-си на русском языке ведётся из Broadcasting House на Портленд-плейс в Лондоне. Таким образом, легендарный Буш-хаус, с пятого этажа которого велись трансляции Русской службы Би-би-си со дня её основания, ушёл в историю.
31 января 2019 года стало известно, что Роскомнадзор обнаружил нарушения в работе компании ООО «Бритиш телевижн», которая осуществляет вещание телеканала BBC World News в России.
31 декабря 2019 года Русская служба Би-би-си провела последний новостной эфир в формате прямой трансляции на собственном канале в YouTube и сайте телеканала «Дождь». Тем не менее сайт издания, социальные сети и канал в YouTube продолжают пополняться новостными заметками, журналистскими расследованиями, репортажами, подкастами и документальными фильмами.
В августе 2021 года российский МИД отказался продлить визу московскому корреспонденту BBC Саре Рейнсфорд, что лишило её возможности работать в стране. Посол России в Великобритании Андрей Келин заявил, что это было сделано в ответ на непродление аккредитации в Великобритании журналисту российского издания ТАСС Игорю Броварнику, которое произошло в 2019 году.

## Запрет вещания в России
В 2022 году после начала вторжения России в Украину деятельность русской службы BBC была прекращена в России.
2 марта в связи с принятием закона о военной цензуре, угрожающего сроками до 15 лет за дискредитацию действий ВС РФ, руководство BBC приняло решение о срочном вывозе сотрудников-мужчин с российскими паспортами, опасаясь мобилизации, большая часть из них в следующие два дня уехала за границу.
4 марта 2022 года Роскомнадзор заблокировал доступ к сайту издания из-за внесения его в реестр интернет-ресурсов, «содержащих призывы к массовым беспорядкам, экстремизму и участию в незаконных массовых акциях».
Штаб-квартира русской службы BBC переехала из Москвы в Ригу, Латвия.

## Музыкальное оформление
В качестве радиопозывных Русская служба (как и другие европейские службы Би-би-си) использовала «Марш принца Датского» (часто также именуемый «Trumpet Voluntary») английского композитора Джеремайи Кларка, в аранжировке для трубы, струнных и органа Генри Вудa. Долгое время это произведение ошибочно приписывалось Генри Пёрселлу. Именно благодаря позывным радио Би-би-си это произведение стало знакомым советской аудитории. В торжественной аранжировке Вуда оно ассоциировалось, в частности, с британским «имперским» стилем и послужило образчиком такового для Владимира Дашкевича при написании музыкальной темы к циклу советских фильмов Приключения Шерлока Холмса и доктора Ватсона.

## Руководство службы
- Дженни Нортон (англ. Jenny Norton) — Главный редактор Русской службы BBC News (Head of Russian Service, BBC)[27][28]

## Ведущие
В разное время с радиостанцией сотрудничали:
- Татьяна Берг
- Геннадий Галин[29]
- Сэм Джонс
- Виктор Костин — новости технологии
- Эдди Лоренс — передача «Ваше здоровье»[30]
- Диран Мегреблян
- Борис Нечаев
- Сева Новгородцев
- Игорь Померанцев[31]
- Наталья Рубинштейн
- Маша Слоним

### Подкаст
- Олег Антоненко
- Всеволод Бойко
- Сергей Горяшко
- Илья Кизиров
- Виктор Нехезин
- Елизавета Фохт

## Упоминания в массовой культуре
- Радиостанция упоминается в тексте одной из песен панк-рок группы «Тараканы!» — «1975».

1975 год

Эра холодной войны вышла на новый виток

В вооружённый конфликт втянут Ближний Восток

В московской моде клеша, в Нью-Йорке играют панк-рок

Голос на «КВ»:

«Это Русская Служба Би-Би-Си»

Сквозь вой глушилок КГБ

Музыку эту сюда доносил

1975 год

Эра холодной войны

В Нью-Йорке играют панк-рок
- Глушение станции упоминается в песне Александра Галича «О принципиальности»[32]:

Но от зари и до зари

Одни глушилки подлые!

Молчит товарищ Гольдберг,

Не слышно Би-би-си…

## Награды
- В 2010 году получила Премию Рунета в номинации «Культура и массовые коммуникации» за сайт www.bbcrussian.com.
- По состоянию на август 2022 года журналисты издания 6 раз получали журналистскую премию «Редколлегия»[33].

## Критика
Русская служба BBC упрекалась советским разведчиком-перебежчиком В. Б. Резуном и славистом Мартином Дьюхёрстом, а также журналистом М. А. Карп, в «чрезмерно мягкой» позиции по отношению к российскому правительству, в том числе при освещении событий, связанных со смертью А. В. Литвиненко. Критике также подверглось решение о прекращении коротковолнового вещания как «уступка российским властям, пытающимся ограничить влияние британских культурных организаций».
В июне 2019 года бывший управляющий редактор интернет-издания Meduza Ольга Кузьменкова подробно рассказала, как после перехода её и её мужа Павла Борисова на работу в лондонскую редакцию «Би-би-си» карьера обоих членов семьи оказалась разрушена из-за одной резкой (и неудачно переведённой) реплики в корпоративном чате, приведя к серьёзным проблемам как жизненного, так и психологического характера.

## Инциденты
В июне 2020 года издание внесло исправления в свой апрельский материал, вышедший под заголовком «„Роснефть“ стала партнёром в крупном российском генетическом проекте» о том, как предполагаемая дочь президента Владимира Путина Мария Воронцова и компания «Роснефть» займутся созданием центра генетических исследований в России:
- убрали информацию о том, что Воронцова и глава нефтяной компании Игорь Сечин войдут в наблюдательный совет исследовательского центра.
- пропала информация о финансировании проекта. Ранее в статье говорилось, что «Роснефть» выделит на создание центра до одного миллиарда долларов.
- убрали имена журналистов, работавших над ним.

Согласно комментарию Би-би-си, «на основе последующих разъяснений со стороны „Роснефти“ эта информация была удалена из статьи. Включение этой информации не соответствовало стандартам, необходимым для публикации». Ранее «Роснефть» заявила о намерении подать в суд на Би-би-си из-за опубликованного материала, утверждая, что статья «содержит в себе ни на чём не основанную ложь в отношении Компании и лиц, непричастных к данному проекту». В начале марта вице-премьер Татьяна Голикова и Игорь Сечин подписали соглашение о сотрудничестве, согласно которому к 2027 году Россия должна стать одним из лидеров в развитии генетических технологий в мире. В мае Сечин попросил Путина освободить от налогов инвестиции нефтяной компании в генетические технологии.

### Оригинальные цитаты
1. ↑  «a perverse concession to those authorities in Russia who have been doing their best to curtail the activities of all British cultural institutions»